# Vladimír Maňka
Vladimír Maňka (ur. 19 września 1959 w Łuczeńcu) – słowacki inżynier, samorządowiec i parlamentarzysta, poseł do Parlamentu Europejskiego VI, VII i VIII kadencji.

## Życiorys
W 1983 ukończył studia na wydziale budownictwa Słowackiego Uniwersytetu Technicznego w Bratysławie, po czym podjął pracę w przedsiębiorstwie Detva (do 1992). W latach 1992–1998 był dyrektorem spółki handlowej. Zajmował się też działalnością naukową. Od 1998 do 2002 był wiceprzewodniczącym senatu City University w Bratysławie. W latach 2003–2005 pełnił obowiązki przewodniczącego rady dyrektorów Uniwersytetu Technicznego w Zwoleniu.
W 1998 został wybrany na posła do Rady Narodowej. Reelekcję uzyskał w 2002. Zasiadał w komisji finansów, budżetu i spraw walutowych jako jej wiceprzewodniczący. Od 1999 pełnił jednocześnie obowiązki burmistrza w Zwolenia. Po wyborach w 2002 został wybrany przewodniczącym rady nadzorczej Agencji Rozwoju Regionalnego okręgu Bańska Bystrzyca (stanowisko zachował do 2004). Od 2004 do 2013 zajmował stanowisko przewodniczącego kraju bańskobystrzyckiego.
W 2004 w eurowyborach uzyskał mandat deputowanego do Parlamentu Europejskiego z listy partii Smer-Socjaldemokracja (jego kandydaturę wsparło Zrzeszenie Miast i Gmin Słowacji, ZMOS). 1 stycznia 2005 objął obowiązki wiceprzewodniczącego Smeru. W Parlamencie Europejskim zasiadał we frakcji Partii Europejskich Socjalistów. W 2009 i w 2014 uzyskiwał reelekcję na stanowisko europosła.